# Augustus Pablo
Horace Swaby (21 de junio de 1954 – 18 de mayo de 1999), más conocido como Augustus Pablo, fue un productor, teclista e intérprete de melódica jamaicano de roots reggae y dub, activo desde la década de 1970 en adelante. Popularizó el uso de la melódica en la música reggae. Fue un rastafari.

## Biografía
Nació en St. Andrew, Jamaica, y aprendió a tocar el órgano en el Kingston College School. En esa época una chica de nombre desconocido le prestó una melódica. Fascinado por el instrumento, Pablo raramente lo dejaría de lado desde entonces. También por esos años conoció a Herman Chin Loy. La familia Chin era dueña de una famosa tienda de discos en Kingston. Swaby grabó varios temas como "Higgi Higgi", "East of the River Nile", "Song of the East" y "The Red Sea" entre 1971 y 1973 para el sello Aquarius Records de Chin-Loy. Con anterioridad, Chin Loy había utilizado el nombre Augustus Pablo de modo genérico para las instrumentales de teclado grabadas por Lloyd Charmers y Glen Adams, y Swaby tomó el nombre para esta grabación.
Después del lanzamiento de un par de sencillos, Pablo publicó "East of the River Nile", una mezcla única de sonidos jamaiquinos y de Asia Oriental, y la canción del mismo nombre se transformó en un relativo éxito. Augustus Pablo popularizó el uso de la melódica, en esencia un juguete de niños, en la música reggae. Pronto se unió a Now Generation (la banda de Mikey Chung) para tocar el teclado mientras su amigo, Clive, comenzó una carrera como productor de discos. Pablo y Chin grabaron "Java" (1972) juntos, tan pronto como Pablo abandonó Now Generation y Clive pudo conseguir horas en el estudio. El tema instrumental fue un hit, y catapultó la carrera en solitario de Pablo. Grabó con Chin y varios otros incluyendo a Leonard Chin, su tío, y Lee Perry. Anotó otro gran éxito con "My Desire" (John Holt).
Pablo formó los sellos Hot Stuff, Message y Rockers (llamado así por el equipo de sonido de su hermano, Rockers), y lanzó varios temas instrumentales que fueron bien recibidos, principalmente versiones de antiguos éxitos de Studio One. Debido a su éxito con Rockers, el seminal álbum de 1974, This Is Augustus Pablo fue grabado con Clive y Pat Chin. Fue seguido por una colaboración con el legendario ingeniero de reggae King Tubby: Ital Dub (1975).
A fines de los setenta, Pablo produjo una larga lista de éxitos, incluyendo "Black Star Liner" (Fred Locks). También trabajó con Dillinger, Norris Reid, I-Roy, Jacob Miller, Te -Track, The Immortals, Paul Blackman, Earl Sixteen, Roman Stewart, Lacksley Castell, The Heptones, Ricky Grant, Delroy Williams, Horace Andy y Freddy McKay. Este periodo es conmemorado con el célebre álbum aclamado por la crítica King Tubby Meets Rockers Uptown (1976), que ha sido considerado como "la cima absoluta del dub", y el clásico de Hugh Mundell Africa Must be Free by 1983. Estos fueron seguidos por East of the River Nile (1978), Original Rockers de 1979 y Rockers Meets King Tubbys In A Firehouse, otro éxito según la crítica.
En los ochenta, la carrera de Pablo declinó significativamente. Había comenzado a ganar una audiencia norteamericana, y lanzó Rising Sun en 1986 que obtuvo buenas ventas y críticas. Pablo también produjo éxitos memorables, incluyendo "Ragamuffin Year" (Junior Delgado), "Humble Yourself" (Asher & Tremble) y "Far Far Away" (Ricky Grant). Además de esto, Pablo realizó conciertos alrededor del mundo, registrando un memorable álbum en vivo en Tokio (1987). Ese mismo año, el disco Rockers Come East reencaminó su carrera, y comenzó a lanzar una serie de discos adorados por la crítica aunque inaccesibles en los noventa, incluyendo Blowing With the Wind y también produjo algunos, como Night and Day (Dawn Penn) y Jah Made Them All (Yami Bolo).
Su frágil salud siempre le impidió realizar grandes giras. Aunque sufría de cáncer siempre se negó a cualquier tratamiento médico debido a los dictámenes del Movimiento Rastafari. Rehusó tanto amputarse una pierna para evitar la propagación del mal como usar insulina para tratar su diabetes. En efecto, siempre prefirió el uso de la Chalice, la tradicional pipa de marihuana rastafari. El Rockers murió el 18 de mayo de 1999 a los 44 años.
En la actualidad Addis Pablo, hijo de Augustus, continúa el legado de su padre tocando la melódica (armónica) con la banda The Sons of Dub, producido y apoyado por los legendarios amigos de su padre como Herman Chin. En el documental In My Father's House se da cuenta de la herencia mística y musical de Pablo a través de Addis, que por cierto significa "nuevo" en lengua amárica, esto da pie para simbolizar un renacimiento de Augustus Pablo en su hijo.

## Discografía seleccionada
- Red Sea (1973)
- This Is...Augustus Pablo (1974)
- Thriller (1974)
- Ital Dub (1974)
- King Tubby Meets Rockers Uptown (1976)
- East of the River Nile (1977)
- Original Rockers (1979)
- Africa Must Be Free by... 1983 Dub (1979)
- Rockers Meets King Tubby in a Firehouse (1980)
- Authentic Golden Melodies (1980)
- Earth's Rightful Ruler (1982)
- King David's Melody (1983)
- Rising Sun (1986)
- Rebel Rock Reggae (1986)
- Rockers Come East (1987)
- Eastman Dub (1988)
- Presents Rockers Story (1989)
- Blowing with the Wind (1990)
- Presents Rockers International Showcase (1991)
- Meets King Tubby at the Control in Roots Vibes (1996)
- El Rocker's (2000)
- The Great Pablo (2000)
- Dubbing with the Don (2001)
- Jah Inspiration (2001)
- Skanking with Pablo: Melodica for Hire 1971–77 (2002)
- In Fine Style: 7" & 12" Selection 1973–79 (2003)
- The Essential Augustus Pablo (2005)
- Augustus Pablo Meets Lee Perry & the Wailers Band (Rare Dubs 1970–1971) (2006)
- The Mystic World of Augustus Pablo: The Rockers Story (2008)